# О Се Джон
О Се Джон (кор. 오세종, 呉世種; род. 9 октября 1982, в Сеуле, Республика Корея — умер 27 июня 2016, там же) — южнокорейский шорт-трекист. Олимпийский чемпион 2006 года и двукратный чемпион мира, неоднократный призёр чемпионатов мира. Окончил Университет Данкука.

## Биография
О Се Джон был единственным ребенком своего отца Чэн Ира О и матери Сын Джа Джон. Он научился кататься на коньках, когда учился в престижной частной начальной школе Лира (Lira Elementary School), где получил раннее образование по шорт-треку. Он окончил среднюю школу Годеок. О Се Джон попал в национальную сборную в феврале 1999 года, когда учился в средней школе Квангмун, и участвовал на командном чемпионате мира в Сент-Луисе, где в эстафете занял 5-е место. Через год стал обладателем серебряной медали чемпионата мира среди команд в Гааге. 
В январе 2001 года на зимней Универсиаде в Закопаневыиграл золото в эстафете, а на командном чемпионате мира в Минамимаки получил бронзовую медаль. В 2002 году участвовал в Олимпийских играх в Солт-Лейк-Сити, но участвовав только в эстафете не завоевал медаль, в марте завоевал бронзовую медаль в эстафете на командном чемпионате мира в Милуоки. 
В феврале 2003 года на зимних Азиатских играх в Аомори выиграл золото в эстафете, а в марте завоевал золотую медаль в эстафете на чемпионате мира в Варшаве и серебряную — на командном чемпионате мира в Софии. В 2004 году, он занял 1-е место в беге на 1000 и 1500 метров среди мужчин на 21-м Национальном чемпионате и 1-е место на дистанциях 1500 и 3000 метров на Кубке Президента 2005 года.
В 2006 году на зимних Олимпийских игр в Турине отказался от своих основных соревнований на 1500 и 1000 м в пользу Ан Хён Су и Ли Хо Сока и стал обладателем золотой медали в эстафете, а также двух бронзовых медалей чемпионата мира в Миннеаполисе в беге на 1500 метров и золотой медали чемпионате мира в Монреале. 
После чемпионата мира он завершил карьеру спортсмена и обучал студентов шорт-треку и роликовым конькам на ледовом катке в Корейском университете и учеников в родной начальной школе Лира, в Сеуле. На Олимпийских играх 2010 года в Ванкувере он работал менеджером команды по экипировке.
Незадолго до аварии открыл мясной ресторан на деньги, которые он собрал в качестве лектора. Погиб в ДТП ночью 27 июня 2016 года в районе Сондон в Сеуле. Спортсмен управлял мотоциклом и не смог уйти от лобового столкновения с незаконно разворачивающимся автомобилем. Тридцатитрехлетний О Се Джон скончался от полученных травм на месте.